# 津金衆
津金衆（つがねしゅう）は甲斐国巨摩郡津金を名字の地とする武士集団。清和源氏佐竹氏流。
代々甲斐国の武田氏に仕え、その後は徳川家に仕える。

## 概要

### 津金衆の起源
武田信昌(1447年-1505年)の時代に、佐竹薩摩守胤義と子の佐竹美濃守胤秀が甲斐において仕官。津金村と信州佐久郡を領有した為、津金衆と称すようになった。

### 長篠の戦い
天正3年（1575年）の長篠の戦いにて、津金胤時が戦死。津金胤久が継ぐ。

### 天正壬午の乱
天正10年（1582年）、甲州征伐により、武田家が滅亡。
織田信長が本能寺で暗殺されると、甲州にて天正壬午の乱が起り、徳川家康方につく。詳細は天正壬午起請文参照。

### 関ヶ原の戦い
慶長5年（1600年）関ヶ原の戦いでは徳川秀忠の軍。

### 甲府藩時代
甲府勤番参照。

## 津金衆の庶流
小尾・比志・小池・箕輪・村山・八巻・清水・井出・鷹見沢・河上
- 小尾祐光